# Lyrognathus crotalus
Lyrognathus crotalus é uma espécie de aranha pertencente à família Theraphosidae (tarântulas).